# Nagroda Saturn w kategorii najlepsza muzyka
Laureaci nagród Saturn w kategorii najlepsza muzyka:

## Lata 70
1973: Bernard Herrmann – całokształt
1974/75: Miklós Rózsa – całokształt
1976: David Raksin – całokształt
1977:
- John Williams – Gwiezdne wojny: część IV – Nowa nadzieja
- John Williams – Bliskie spotkania trzeciego stopnia

1978: John Williams – Superman

nominacje:
- Paul Giovanni – Kult
- Jerry Goldsmith – Chłopcy z Brazylii
- Jerry Goldsmith – Magia
- Dave Grusin – Niebiosa mogą zaczekać

1979: Miklós Rózsa – Podróż w czasie

nominacje:
- John Barry – Czarna dziura
- Jerry Goldsmith – Star Trek
- Ken Thorne – Przygoda arabska
- Paul Williams – Wielka wyprawa muppetów

## Lata 80
1980: John Barry – Gdzieś w czasie

nominacje:
- Béla Bartók – Lśnienie
- Pino Donaggio – W przebraniu mordercy
- Maurice Jarre – Resurrection
- John Williams – Gwiezdne wojny: część V – Imperium kontratakuje

1981: John Williams – Poszukiwacze zaginionej arki

nominacje:
- Jerry Goldsmith – Odległy ląd
- Laurence Rosenthal – Zmierzch tytanów
- Ken Thorne – Superman II
- Colin Towns – Full Circle

1982: John Williams – E.T.

nominacje:
- Jerry Goldsmith – Duch
- Basil Poledouris – Conan Barbarzyńca
- Ken Thorne – Dom, w którym czai się zło
- David Whitaker – Miecz i czarnoksiężnik

1983: James Horner – Burza mózgów

nominacje:
- Charles Bernstein – Byt
- James Horner – Coś paskudnego tu nadchodzi
- James Horner – Krull
- John Williams – Gwiezdne wojny: część VI – Powrót Jedi

1984: Jerry Goldsmith – Gremliny rozrabiają

nominacje:
- Ralph Burns – Muppety na Manhattanie
- Michel Colombier – Purpurowy deszcz
- Brad Fiedel – Terminator
- Giorgio Moroder, Klaus Doldinger – Niekończąca się opowieść

1985: Bruce Broughton – Piramida strachu

nominacje:
- James Horner – Kokon
- Maurice Jarre – Oblubienica Frankensteina
- Andrew Powell – Zaklęta w sokoła
- Alan Silvestri – Powrót do przyszłości

1986: Alan Menken – Sklepik z horrorami

nominacje:
- John Carpenter – Wielka draka w chińskiej dzielnicy
- Jerry Goldsmith – Link
- James Horner – Amerykańska opowieść
- Howard Shore – Mucha

1987: Alan Silvestri – Predator

nominacje:
- Bruce Broughton – Łowcy potworów
- John Carpenter – Wielka draka w chińskiej dzielnicy
- J. Peter Robinson – Powrót żywych trupów II
- Christopher Young – Hellraiser: Wysłannik piekieł
- John Williams – Czarownice z Eastwick

1988: Christopher Young – Hellraiser: Wysłannik piekieł II

nominacje:
- John Carpenter, Alan Howarth – Oni żyją
- John Carpenter – Książę ciemności
- Danny Elfman – Sok z żuka
- Michael Hoenig – Plazma
- John Massari – Mordercze klowny z kosmosu
- Alan Silvestri – Kto wrobił królika Rogera?
- Howard Shore – Nierozłączni

## Lata 90
1989/90: Alan Silvestri – Powrót do przyszłości III

nominacje:
- Simon Boswell – Święta krew
- Jerry Goldsmith – Gremliny 2
- Jerry Goldsmith – Pamięć absolutna
- James Horner – Kochanie, zmniejszyłem dzieciaki
- Jack Hues – Strażnik
- Maurice Jarre – Uwierz w ducha
- Stanley Myers – Wiedźmy
- Alan Silvestri – Otchłań
- Christopher Young – Mucha II

1991: Loek Dikker – Części ciała

nominacje:
- Steve Bartek – Krzesło
- Danny Elfman – Edward Nożycoręki
- Jerry Goldsmith – Czarnoksiężnik
- Jerry Goldsmith – Sypiając z wrogiem
- Howard Shore – Milczenie owiec

1992: Angelo Badalamenti – Twin Peaks: Ogniu krocz ze mną

nominacje:
- Jerry Goldsmith – Nagi instynkt
- Wojciech Kilar – Drakula
- Alan Menken – Aladyn
- Alan Menken – Piękna i Bestia
- Alan Silvestri – Ze śmiercią jej do twarzy
- Hans Zimmer, Trevor Horn – Zabaweczki

1993: Danny Elfman – Miasteczko Halloween

nominacje:
- Mark Isham – Uprowadzenie
- Graeme Revell – Nieuchwytny cel
- Marc Shaiman – Rodzina Addamsów II
- Marc Shaiman – Serca i dusze
- Christopher Young – Włóczęga
- John Williams – Jurassic Park

1994: Howard Shore – Ed Wood

nominacje:
- Patrick Doyle – Frankenstein
- Elliot Goldenthal – Wywiad z wampirem
- Jerry Goldsmith – Cień
- J. Peter Robinson – Nowy koszmar Wesa Cravena
- Alan Silvestri – Forrest Gump

1995: John Ottman – Podejrzani

nominacje:
- Danny Elfman – Dolores
- James Horner – Braveheart. Waleczne serce
- Howard Shore – Siedem
- Christopher Young – Psychopata
- Hans Zimmer – Karmazynowy przypływ

1996: Danny Elfman – Marsjanie atakują!

nominacje:
- David Arnold – Dzień Niepodległości
- Randy Edelman – Ostatni smok
- Danny Elfman – Przerażacze
- Nick Glennie-Smith, Hans Zimmer, Harry Gregson-Williams – Twierdza
- Jerry Goldsmith – Star Trek: Pierwszy kontakt

1997: Danny Elfman – Faceci w czerni

nominacje:
- David Arnold – Jutro nie umiera nigdy
- Michael Nyman – Gattaca – szok przyszłości
- John Powell – Bez twarzy
- Alan Silvestri – Kontakt
- Joseph Vitarelli – Wbrew przykazaniom

1998: John Carpenter – Łowcy wampirów

nominacje:
- George S. Clinton – Dzikie żądze
- George Fenton – Długo i szczęśliwie
- Thomas Newman – Joe Black
- Trevor Rabin – Armageddon
- Hans Zimmer – Książę Egiptu

1999: Danny Elfman – Jeździec bez głowy

nominacje:
- Jerry Goldsmith – Mumia
- David Newman – Kosmiczna załoga
- Randy Newman – Toy Story 2
- Thomas Newman – Zielona mila
- Michael Nyman, Damon Albarn – Drapieżcy

## 2000-09
2000: James Horner – Grinch: Świąt nie będzie

nominacje:
- Tan Dun, Yo-Yo Ma – Przyczajony tygrys, ukryty smok
- James Newton Howard – Dinozaur
- Jerry Goldsmith – Człowiek widmo
- Hans Zimmer, Lisa Gerrard – Gladiator
- Hans Zimmer, John Powell – Droga do El Dorado

2001: John Williams – A.I. Sztuczna inteligencja

nominacje:
- Angelo Badalamenti – Mulholland Drive
- Joseph LoDuca – Braterstwo wilków
- John Powell, Harry Gregson-Williams – Shrek
- Howard Shore – Władca Pierścieni: Drużyna Pierścienia
- Nancy Wilson – Vanilla Sky

2002: Danny Elfman – Spider-Man

nominacje:
- Reinhold Heil, Johnny Klimek – Zdjęcie w godzinę
- Joe Hisaishi – Spirited Away: W krainie bogów
- Howard Shore – Władca Pierścieni: Dwie wieże
- John Williams – Gwiezdne wojny: część II – Atak klonów
- John Williams – Raport mniejszości

2003: Howard Shore – Władca Pierścieni: Powrót króla

nominacje:
- Klaus Badelt – Piraci z Karaibów: Klątwa Czarnej Perły
- Danny Elfman – Hulk
- Jerry Goldsmith – Looney Tunes znowu w akcji
- John Ottman – X-Men 2
- Thomas Newman – Gdzie jest Nemo?

2004: Alan Silvestri – Van Helsing

nominacje:
- Danny Elfman – Spider-Man 2
- Michael Giacchino – Iniemamocni
- Ed Shearmur – Sky Kapitan i świat jutra
- Alan Silvestri – Ekspres polarny
- John Williams – Harry Potter i więzień Azkabanu

2005: John Williams – Gwiezdne wojny: część III – Zemsta Sithów

nominacje:
- Patrick Doyle – Harry Potter i Czara Ognia
- Danny Elfman – Charlie i fabryka czekolady
- James Newton Howard, Hans Zimmer – Batman: Początek
- John Ottman – Kiss Kiss Bang Bang
- John Williams – Wojna światów

2006: John Ottman – Superman: Powrót

nominacje:
- David Arnold – Casino Royale
- Douglas Pipes – Straszny dom
- John Powell – X-Men: Ostatni bastion
- Tom Tykwer, Johnny Klimek, Reinhold Heil – Pachnidło
- Trevor Rabin – Flyboys – bohaterska eskadra

2007: Alan Menken – Zaczarowana

nominacje:
- Tyler Bates – 300
- Jonny Greenwood – Aż poleje się krew
- Nicholas Hooper – Harry Potter i Zakon Feniksa
- Mark Mancina – August Rush
- John Powell – Ultimatum Bourne’a

2008: James Newton Howard, Hans Zimmer – Mroczny Rycerz

nominacje:
- Alexandre Desplat – Ciekawy przypadek Benjamina Buttona
- Ramin Djawadi – Iron Man
- Clint Eastwood – Oszukana
- John Ottman – Walkiria
- John Powell – Jumper

2009: James Horner – Avatar

nominacje:
- Brian Eno – Nostalgia anioła
- Michael Giacchino – Odlot
- Taro Iwashiro – Trzy królestwa
- Christopher Young – Wrota do piekieł
- Hans Zimmer – Sherlock Holmes

## 2010-19
2010: Hans Zimmer – Incepcja

nominacje:
- Clint Eastwood – Medium
- Michael Giacchino – Pozwól mi wejść
- Gottfried Huppertz – Metropolis
- John Powell – Jak wytresować smoka
- Daft Punk – Tron: Dziedzictwo

2011: Michael Giacchino – Super 8

nominacje:
- Michael Giacchino – Mission: Impossible – Ghost Protocol
- Howard Shore – Hugo i jego wynalazek
- Alan Silvestri – Kapitan Ameryka: Pierwsze starcie
- John Williams – Przygody Tintina
- John Williams – Czas wojny

2012: Danny Elfman – Frankenweenie

nominacje:
- Mychael Danna – Życie Pi
- Dario Marianelli – Anna Karenina
- Thomas Newman – Skyfall
- Howard Shore – Hobbit: Niezwykła podróż
- Hans Zimmer – Mroczny Rycerz powstaje

2013: Frank Ilfman – Duże złe wilki

nominacje:
- Danny Elfman – Oz: Wielki i potężny
- Howard Shore – Hobbit: Pustkowie Smauga
- Brian Tyler – Iron Man 3
- Brian Tyler – Iluzja
- John Williams – Złodziejka książek

2014: Hans Zimmer – Interstellar

nominacje:
- Alexandre Desplat – Godzilla
- Michael Giacchino – Ewolucja planety małp
- Henry Jackman – Kapitan Ameryka: Zimowy żołnierz
- John Powell – Jak wytresować smoka 2
- Howard Shore – Hobbit: Bitwa Pięciu Armii

2015: John Williams – Gwiezdne wojny: Przebudzenie Mocy

nominacje:
- Tom Holkenborg – Mad Max: Na drodze gniewu
- Jóhann Jóhannsson – Sicario
- M.M. Keeravani – Baahubali: Początek
- Ennio Morricone – Nienawistna ósemka
- Fernando Velázquez – Crimson Peak. Wzgórze krwi

2016: Justin Hurwitz – La La Land

nominacje:
- Michael Giacchino – Doktor Strange
- Michael Giacchino – Łotr 1. Gwiezdne wojny – historie
- James Newton Howard – Fantastyczne zwierzęta i jak je znaleźć
- Thomas Newman – Pasażerowie
- John Williams – BFG: Bardzo Fajny Gigant

2017: Michael Giacchino – Coco

nominacje:
- Carter Burwell – Wonderstruck
- John Debney, Joseph Trapanese – Król rozrywki
- Alexandre Desplat – Kształt wody
- Ludwig Göransson – Czarna Pantera
- John Williams – Gwiezdne wojny: Ostatni Jedi

2018–2019: Marc Shaiman – Mary Poppins powraca

nominacje:
- Danny Elfman – Dumbo
- Bear McCreary – Godzilla II: Król potworów
- Alan Menken – Aladyn
- Alan Silvestri – Avengers: Koniec gry
- Alan Silvestri – Player One (film)

2019–2020: John Williams – Gwiezdne wojny: Skywalker. Odrodzenie

nominacje:
- Ludwig Göransson – Tenet
- Nathan Johnson – Na noże
- Jaeil Jung – Parasite
- Thomas Newman – 1917
- Trent Reznor, Atticus Ross – Mank